# Марусик Петро Іванович
Петро Іванович Марусик (нар. 10 серпня 1947, село Белелуя, Снятинський район, Івано-Франківська область, УРСР, СРСР — пом. 12 січня 2008) — радянський і український сценарист, режисер, перекладач з іспанської, французької, чеської та інших мов.

## Біографічні відомості
Народився в родині селянина. Спочатку поступив на факультет філології КНУ ім. Т.Шевченка, але був виключений з третього курсу за написану ним роботу про Винниченка. У документах виключення обґрунтували «неуспішністю у навчанні». Пізніше поступив на режисера й закінчив Київський державний інститут театрального мистецтва імені Івана Карпенка-Карого (1975).
Автор перекладів поезій Г. Тракля, П. Неруди, В. Пони, Т. Ружевича, Є. Герасимовича, Юстінаса Марцінкявічюса, Я. Івашкевича, X. Р. Хіменеса, Ф. Г. Лорки, М. Ернандеса, П. Пікассо, О. Паса, Л. Новомеського, С. Грохов'яка, М. Бора. та ін., які друкувалися на сторінках періодичних видань, у часописах та антологіях.
Працював на Київській кіностудії ім. О. П. Довженка.
Член Національної спілки кінематографістів України. Член Національної спілки письменників України (1998).

## Фільмографія
Другий режисер у стрічках:
- «Щедрий вечір» (1976)
- «Незручна людина» (1978, 2 а)
- «Женці» (1979)
- «Снігове весілля» (1980, у співавт. В. Чупиревим)
- «Вир» (1983)
- «Женихи» (1985, у співавт.)
- «Все перемагає любов» (1987, у співавт. з В. Фещенком) та ін.

Режисер-постановник:
- «Оддавали Катрю» (1980, к/ф, дипломна робота за новелою Г. Тютюнника)
- «Сіроманець» (1989, т/ф).

Сценарист і режисер документальних фільмів:
- «Гори мої високії…»
- «Блаженні, гнані за правду. Павло Чубинський»
- «Микола Вінграновський» (1993)